# Ninjutsu
Ninjutsu (忍術, ), shinobi no jutsu (忍びの術, ) and ninpō (忍法, ) são termos usados para descrever as técnicas e habilidades empregadas por espiões e batedores do Japão pré-moderno conhecidos como ninja. Algumas dessas técnicas estão registradas em pergaminhos ninja, alguns dos quais foram publicados e traduzidos. O estudo desses pergaminhos alterou a percepção pública sobre os ninja e o ninjutsu.
Embora existam escolas de artes marciais que afirmam ensinar estilos modernos de ninjutsu, a linhagem histórica desses estilos remonta apenas à década de 1950.

## Treinamento
As habilidades exigidas dos ninja passaram a ser conhecidas na era moderna como ninjutsu (忍術), mas é improvável que, antigamente, fossem classificadas sob uma única disciplina. Em vez disso, eram distribuídas entre várias técnicas de espionagem e sobrevivência. Alguns consideram o ninjutsu como evidência de que os ninja não eram apenas mercenários, pois os textos incluem não apenas treinamentos de combate, mas também informações sobre necessidades do dia a dia — até mesmo técnicas de mineração. Os ensinamentos diários também incluíam elementos que permitiam ao ninja compreender o valor marcial até das tarefas mais banais. Esses fatores demonstram como o ninjutsu estabeleceu, entre a classe ninja, o princípio fundamental da adaptação.
Um diagrama do Bansenshūkai usa adivinhação e cosmologia esotérica (onmyōdō) para instruir o momento ideal para certas ações.
O treinamento especializado começou por volta de meados do século XV, quando famílias samurais passaram a focar em guerra furtiva, incluindo espionagem e assassinato. Segundo Turnbull, os ninja eram treinados desde a infância, assim como os samurais.
Além das disciplinas marciais, os jovens aprendiam técnicas de sobrevivência, reconhecimento, uso de venenos e explosivos. O treinamento físico incluía corridas de longa distância, escalada, técnicas furtivas de caminhar e natação. Também era necessário ter conhecimento sobre ofícios comuns para facilitar disfarces. Há indícios de treinamento médico: uma fonte relata que um ninja de Iga prestou primeiros socorros a Ii Naomasa após este ser ferido na Batalha de Sekigahara, aplicando-lhe um "remédio negro" para estancar o sangramento.
Com a queda dos clãs Iga e Kōga, os daimyōs deixaram de contar com ninjas profissionais e passaram a treinar seus próprios shinobi. O shinobi era considerado uma profissão legítima, como demonstra uma lei militar de 1649 do bakufu, que determinava que apenas daimyōs com renda acima de 10.000 koku podiam manter shinobi.
Nos dois séculos seguintes, vários manuais de ninjutsu foram escritos por descendentes de Hattori Hanzō e membros do clã Fujibayashi. Exemplos importantes incluem o Ninpiden (1655), o Bansenshūkai (1675) e o Shōninki (1681).
Escolas modernas que afirmam ensinar ninjutsu surgiram nos anos 1970, como a de Masaaki Hatsumi (Bujinkan), Stephen K. Hayes (To-Shin Do) e Jinichi Kawakami (Banke Shinobinoden). A legitimidade e autenticidade dessas escolas são controversas.

### Táticas
A maioria das técnicas de ninjutsu registradas em pergaminhos gira em torno de evitar a detecção e métodos de fuga. Essas técnicas eram agrupadas segundo elementos da natureza. Exemplos:
- Hitsuke: distrair guardas provocando um incêndio longe do ponto de entrada planejado. (Técnica de fogo — katon-no-jutsu).
- Tanuki-gakure: subir em árvores e camuflar-se entre a folhagem. (Técnica de madeira — mokuton-no-jutsu).
- Ukigusa-gakure: lançar plantas aquáticas na água para ocultar movimentação submersa. (Técnica de água — suiton-no-jutsu).
- Uzura-gakure: enrolar-se em forma de bola e permanecer imóvel, parecendo uma pedra. (Técnica de terra — doton-no-jutsu).

### Disfarces
O uso de disfarces era comum e bem documentado. Incluíam: sacerdotes, artistas, adivinhos, comerciantes, rōnin e monges. Segundo o Buke Myōmokushō:
Os shinobi-monomi eram usados secretamente, e suas funções incluíam ir às montanhas disfarçados de coletores de lenha para obter informações sobre o território inimigo... eram especialmente hábeis em viajar disfarçados.
Vestimentas de ascetas de montanha (yamabushi) facilitavam a locomoção, pois esses religiosos podiam cruzar fronteiras livremente. Roupas largas de monges budistas permitiam ocultar armas como o tantō. Trajes de artistas itinerantes (sarugaku) também possibilitavam infiltração. Disfarces como o de komusō, monges pedintes que usavam grandes chapéus cônicos, ocultavam totalmente a cabeça.

### Equipamento
Os ninja usavam uma grande variedade de ferramentas e armas, muitas voltadas à infiltração de castelos. O Bansenshūkai descreve equipamentos como:
- Ferramentas de escalada
- Lanças extensíveis
- Flechas com propulsão de foguetes
- Barcos dobráveis

Apesar da imagem popular do ninja vestido de preto (kuro shōzoku), há pouca evidência histórica. Acredita-se que os ninja usavam roupas comuns, como as de agricultores tingidas de azul-marinho, que supostamente afastavam cobras. A imagem do traje preto pode ter surgido por convenções teatrais do bunraku, onde operadores de marionetes vestiam-se de preto para parecer "invisíveis".
As roupas lembravam as dos samurais, mas as peças largas eram presas por cintos. O tenugui, um pano tradicional, tinha múltiplas funções: cobrir o rosto, servir de cinto, ou auxiliar na escalada.
Armaduras leves feitas com kusari (cota de malha) e placas pequenas como karuta podiam ser usadas sob as roupas, mas não há prova definitiva de que essas armaduras eram exclusivas dos ninja.

### Ferramentas
Ferramentas de espionagem e infiltração eram abundantes. Incluíam:
- Cordas, ganchos, escadas dobráveis
- Ferramentas de escalada (com ganchos ou espinhos)
- Cinzéis, martelos, serras, furadeiras
- Dispositivos de escuta e de medição de distância
- Kunai, uma ferramenta pesada parecida com uma espátula de pedreiro, usada para abrir buracos em paredes (não uma arma originalmente)
- Dispositivos para respiração subaquática e flutuação
- Sapatos flutuantes como o mizugumo e o ukidari, que tentavam permitir andar sobre a água (mas provavelmente não funcionavam bem)

Grãos de arroz colorido (goshiki-mai) serviam como códigos ou rastros.

Apesar do grande número de ferramentas, o Bansenshūkai alerta:
“Um ninja bem-sucedido é aquele que usa uma ferramenta para várias funções.”

### Armamento
Além de adagas e espadas curtas, os ninja frequentemente usavam a katana, às vezes nas costas. A katana podia ter usos não convencionais:
- O punho servia como sonda em locais escuros
- A guarda da espada (tsuba) podia ser usada como apoio para escalar muros
- Substâncias como pimenta, poeira e limalha de ferro podiam ser escondidas na bainha para cegar o inimigo ao sacar a espada